# Serge Guillou
Serge Guillou, né le 9 août 1932 à Châteaudun (Eure-et-Loir) et mort le 15 août 2016 au Puy-Sainte-Réparade (Bouches-du-Rhône), est un artiste peintre français. Pendant près de trente ans, il est conseiller culturel pour les arts plastiques auprès de la municipalité de Vitry-sur-Seine (Val-de-Marne).

## Biographie
Ancien étudiant de l’École nationale supérieure des beaux-arts de Paris, Serge Guillou voit le début de sa carrière couronné par le 2e Second Grand Prix de Rome de peinture en 1957,,.
 
Il s’intéresse aux modèles photographiés et aux œuvres de grands maîtres qu’il reprend, découpe et recompose, ce qui lui vaut un autre prix de peinture, celui de Montrouge en 1977.
Dès 1995, Serge Guillou oriente son travail sur la stéréopeinture : des peintures en 3D qui succèdent à ses nombreux travaux comme le cycle Dürer, l’hommage à Max Ernst, à Salvador Allende et bien d’autres, ou encore sa série sur l’Apocalypse, témoignage du bombardement atomique sur Hiroshima.
Son travail de recherche sur la place de l’homme dans le temps et l’espace — nourri par son engagement sociétal qui fait partie intégrante de sa peinture — lui vaut de nombreuses expositions personnelles et collectives, quelques réalisations monumentales ainsi qu’une monographie : Serge Guillou écrite en 1977 par le critique d'art et écrivain Raoul-Jean Moulin.

## Expositions personnelles
Plusieurs expositions de ses œuvres ont balisé son parcours : en 1958 à l'hôtel de ville de Châteaudun, en 1974 à la galerie Henri Bénézit de Paris, en 1976 au théâtre Paul Eluard de Choisy-le-Roi et à la galerie Renée Laporte d'Antibes , en 1977 50 peintures à la galerie de Vitry-sur-Seine, en 1978 à la galerie de l’hôtel de ville d’Arcueil, en 1980 Petits formats à la galerie Dauphine de Saint-Germain-en-Laye, en 1982 L’Apocalypse à la galerie municipale  de Vitry-sur–Seine et au comité d’établissement d’Air France à l'aéroport de Roissy, en 1983 à la galerie du Rhin à Colmar, en 1984 Œuvres revisitées à la galerie Henri Bénézit de Paris et L’Apocalypse au centre culturel Léonard de Vinci de Toulouse, en 1985 L’Apocalypse à la galerie l’Art et la Paix de Paris, en 1986 Ciels et dessins à la galerie Dauphine de Saint-Germain-en-Laye, en 1994 Peintures récentes 1992-1994 (suite Albert Dürer) à la galerie Julio Gonzalez d'Arcueil, en 1997  Peintures 1974-1997 à la galerie municipale de Vitry-sur-Seine,.

## Expositions collectives
- 1959 : salon de la jeune peinture à Paris ;
- 1967 : galerie 9 à Paris ;
- 1971 : salon de mai à Paris ;
- 1972 : salon de mai, Grands et jeunes d’aujourd’hui à Paris ;
- 1973 : galerie Henri Bénézit, Grands et jeunes d’aujourd’hui à Paris ;
- 1974 : galerie Henri Bénézit, salon de mai, Grands et jeunes d’aujourd’hui à Paris ;
- 1975 :
  - galerie Henri Bénézit, salon de mai, Grands et jeunes d’aujourd’hui à Paris,
  - réalités nouvelles à Paris,
  - les artistes et l’année internationale de la femme à l'Unesco à Paris,
  - l’art vivant contre la peine de mort à Paris,
  - salon international d’art de Toulon ;
- 1976 :	
  - galerie Henri Bénézit, salon de mai, Grands et jeunes d’aujourd’hui à Paris,
  - Hommage à, galerie Jaqueline Storme à Lille,
  - foire de l’Estampe à Villeparisis (Seine-et-Marne);
- 1977 :
  - galerie Henri Bénézit et galerie Documenta à Paris,
  - salon de mai, Grands et jeunes d’aujourd’hui à Paris,
  - bilan de l’aide à la première exposition,
  - fondation nationale des arts graphiques et plastiques à l'hôtel Salomon de Rothschild de Paris,
  - galerie Renée Laporte d'Antibes,
  - salon de Montrouge,
  - musée international Salvador Allende,
  - Nancy, Avignon, etc.,
  - hommage à Nazim Hikmet à Berlin-ouest ;
- 1978 : 
  - galerie Henri Bénézit, salon de mai, Grands et jeunes d’aujourd’hui à Paris,
  - figuration critique à Paris,
  - l’art vivant à Paris à la mairie du 18e arrondissement de Paris,
  - salon de Montrouge,
  - galerie Renée Laporte d'Antibes ;
- 1979 :
  - galerie Henri Bénézit, salon de mai, Grands et jeunes d’aujourd’hui à Paris,
  - dessins de 25 peintres contemporains à la galerie Le Balcon des arts à Paris,
  - Petits formats à la galerie Renée Laporte d'Antibes,
  - Parti pris 2 au centre culturel Noroît d'Arras,
  - salon de Montrouge ;
- 1980 :
  - Accroche IV, œuvres contemporaines des collections nationales, au Centre Georges Pompidou de Paris,
  - galerie Henri Bénézit, salon de mai, Grands et jeunes d’aujourd’hui à Paris,
  - Danaé ou la pluie d’or à la galerie l’Œil-du-bœuf à Paris,
  - le nu dans la peinture contemporaine à la galerie Atelier Mensch de Hambourg (RFA),
  - Nus à la galerie Renée Laporte d'Antibes,
  - salon de Montrouge,
  - l’art vivant à Paris à la mairie du 18ème arrondissement de Paris ;
- 1982 :
  - galerie Henri Bénézit, salon de mai, Grands et jeunes d’aujourd’hui à Paris,
  - l’art et la mode à l'Espace Cardin de Paris,
  - salon de Montrouge,
  - 4e salon de création artistique à Bourg-en-Bresse,
  - centre culturel franco-arabe à Abu-Dhabi aux Émirats arabes unis ;
- 1983 :
  - galerie Henri Bénézit, salon de mai, Grands et jeunes d’aujourd’hui à Paris,
  - Acquisitions 1982, fonds départemental d’art contemporain à l'hôtel du département de Créteil ;
- 1985 : galerie Henri Bénézit, salon de mai à Paris ;
- 1987 :
  - galerie Henri Bénézit, salon de mai à Paris,
  - cinq ans d’acquisitions du fonds départemental d’art contemporain du Val-de-Marne à la galerie municipale de Vitry-sur-Seine ;
- 1988 :
  - galerie Henri Bénézit, salon de mai à Paris,
  - Art Vision 88 au château de Braux-Sainte-Cohière ;
- 1989 :
  - salon de mai à Paris,
  - les prix de Montrouge au 34e salon de Montrouge ;
- 1990 : 50 ans d’art contemporain au centre culturel Noroît d'Arras ;
- 1991 : Apocalypses au Manège royal à Saint-Germain-en-Laye ;
- 1992 : galerie Henri Bénézit, salon de mai à Paris ;
- 1994 : galerie municipale Julio Gonzalez à Arcueil ;
- 1995 :
  - galerie Henri Bénézit, salon de mai à Paris,
  - galerie Martagon à Malaucène ;
- 1997 : Citations à la galerie Véronique Smagghe de Paris[10].

## Collections publiques
- Fonds national d’art contemporain, Paris ;
- Fonds départemental d’art contemporain du Val-de-Marne, Créteil ;
- Fonds municipal de dessin contemporain, Vitry-sur-Seine ;
- Musée international Salvador Allende[10].

## Réalisations monumentales
- 1968 : 
  - porche d’entrée du lycée agricole d’Avignon,
  - mosaïque au groupe scolaire Joliot-Curie de Montreuil ;
- 1969 : peinture murale au groupe scolaire Les Varennes de Bar-sur-Aube ;
- 1970 : relief modulaire, au collège d'enseignement secondaire (CES) Jean Moulin de Montreuil ;
- 1973 : composition murale, panneaux de façade industrialisés (2 000 m2) à l'école maternelle et groupe primaire Victor Hugo du CES François Rabelais à Vitry-sur-Seine ;
- 1974 : panneaux de façade industrialisés au CES de Montguyon ;
- 1989 : peinture sur panneaux métalliques pour la ville d’Arcueil ;
- 1990 : Ciels, voyage dans l’art occidental peinture sur plafond (200 m2) au collège Pasteur de Créteil.